# Teishi
La princesse Teishi (禎子内親王, Teishi Naishinnō), née le 15 août 1013 et décédée le 3 février 1094, aussi connue sous le nom Yōmeimon-in (陽明門院), est une impératrice consort de l'empereur Go-Suzaku du Japon. Elle est la troisième fille de l'empereur Sanjō et de Fujiwara no Kenshi, mère de l'empereur Go-Sanjō.
Descendance :
- Prince impérial Takahito (尊仁親王) (empereur Go-Sanjō) (1034–1073)
- Princesse impériale Nagako / Ryōshi (良子内親王) (1029–1077) - saiō au Ise-jingu 1036–1045 (Ippon-Jusangū, 一品准三宮)
- Princesse impériale Kenshi (娟子内親王) (1032–1103) - saiin au Kamo-jinja 1036–1045, et plus tard mariée à Minamoto no Toshifusa (源俊房)

## Source de la traduction
- (en) Cet article est partiellement ou en totalité issu de l’article de Wikipédia en anglais intitulé « Princess Teishi » (voir la liste des auteurs).